# 胡颓子叶柯
胡颓子叶柯（学名：Lithocarpus elaeagnifolius）为壳斗科柯属下的一个种。

## 扩展阅读
- 維基物種上的相關：胡颓子叶柯